# Thaumantis panwila
Thaumantis panwila är en fjärilsart som beskrevs av Hans Fruhstorfer 1911. Thaumantis panwila ingår i släktet Thaumantis och familjen praktfjärilar. Inga underarter finns listade i Catalogue of Life.